# Soldato ignoto
Soldato ignoto è un film del 1995 diretto da Marcello Aliprandi, la sua ultima pellicola.
Il film fu premiato in vari festival di quell'anno.